# Jake Tapper
Jacob Paul "Jake" Tapper (pronunciado /d͡ʒeɪk ˈtæpəɹ/; Nueva York, 12 de marzo de 1969) es un periodista, historietista y escritor estadounidense que desde 2013 trabaja para CNN como corresponsal en jefe de Washington y anfitrión de los shows de noticias The Lead with Jake Tapper y State of the Union. Anteriormente trabajó para ABC News.
Tapper ha recibido múltiples galardones por su carrera en general y por su cobertura de la primera investidura de Barack Obama y de la muerte de Osama bin Laden. Su libro The Outpost: An Untold Story of American Valor debutó en el décimo puesto en la lista de bestsellers del New York Times (categoría no ficción, tapa dura) y le hizo ganador del Premio "Tex" McCrary a la Excelencia en Periodismo.
El debate de las primarias republicanas que Tapper moderó en septiembre de 2005 tuvo una audiencia de más de 23 millones: fue el programa más visto en la historia de CNN y el segundo debate de primarias más visto de todos los tiempos. También moderó el debate republicano de marzo de 2016, que tuvo casi 12 millones de televidentes.

## Primeros años y estudios
Tapper nació en Nueva York y pasó su infancia en el barrio de Queen Village en Filadelfia. Su padre es el doctor Theodore S. "Ted" Tapper, pediatra graduado en el Dartmouth College y en la Escuela Médica Harvard, presidente de South Philadelphia Pediatrics y profesor clínico asociado del Jefferson Medical College. Su madre es la canadiense Helen Anne Palmatier, enfermera psiquiátrica del Philadelphia Veterans Affairs Medical Center.
Tapper estudió en la escuela judía Akiba Hebrew Academy de Lower Merion (Pensilvania) y en Dartmouth College, donde fue miembro de la hermandad ΑΧΑ y de la sociedad de honor ΦΒΚ. Recibió un grado magna cum laude en historia y estudios visuales. Tomó estudios de posgrado en la escuela de cine y televisión de la Universidad del Sur de California.

## Carrera
En 1992 Tapper sirvió como secretario de prensa en la exitosa campaña de Marjorie Margolies-Mezvinsky al Congreso, en representación del 13.º distrito de Pensilvania, y mantuvo su posición tras la elección. También trabajó para Powell Tate, una firma de relaciones públicas dirigida por el demócrata Jody Powell y la republicana Sheila Tate, y para Handgun Control, Inc. (actualmente llamado Brady Center to Prevent Gun Violence), una organización que aboga por regulaciones más estrictas en el comercio de armas de fuego.
Tapper inició su carrera de periodista a tiempo completo en 1998. Trabajó por dos años en el semanario Washington City Paper; uno de sus artículos fue sobre una cita amorosa que tuvo con Monica Lewinsky poco antes de que surgiera el escándalo en que esta se vio envuelta. Entre 1999 y 2002 fue corresponsal en Washington de Salon. Recibió un galardón de la Escuela de Periodismo de la Universidad de Columbia por su cobertura del escándalo de Enron.
En 2001 Tapper fue anfitrión del show Take Five de CNN. Durante los primeros años de la década de 2000 sus escritos aparecieron en The New Yorker, The New York Times Magazine, The Washington Post, Los Angeles Times, The Weekly Standard y otras publicaciones. También fue un contribuyente frecuente de All Things Considered, programa estrella de la National Public Radio.

### ABC News
Tapper pasó en 2003 a ABC News, medio para el cual cubrió el desastre del huracán Katrina y las guerras en Irak y Afganistán desde esos países. Su contribution al programa World News Tonight with Peter Jennings le hizo ganador de un Edward R. Murrow Award en 2005. En 2008 cubrió las campañas y primarias en varios estados y entrevistó a múltiples candidatos a la presidencia: John McCain, Rudy Giuliani, Mike Huckabee, Bill Richardson, Mitt Romney, John Edwards y Barack Obama.
Fue nombrado corresponsal senior de la Casa Blanca el 5 de noviembre de 2008, un día después de las elecciones presidenciales. Tapper recibió en tres ocasiones consecutivas el prestigioso Merman Smith Memorial Award, un hecho sin precedentes. Fue parte del equipo de ABC News que ganó un Emmy por su cobertura de la investidura de Barack Obama. 
Además de contribuir regularmente a los programas Good Morning America, Nightline y World News with Diane Sawyer, Tapper fue anfitrión interino de This Week entre el cambio de George Stephanopoulos a Good Morning America en diciembre de 2009 y la llegada de la anfitriona permanente, Christiane Amanpour, en agosto de 2010. En estas posiciones Tapper condujo entrevistas con el presidente Obama, el vicepresidente Biden, el director de la CIA Leon Panetta, el jefe de gabinete de la Casa Blanca Rahm Emanuel, el general retirado Colin Powell, el expresidente de la Reserva Federal Alan Greenspan, el líder de la mayoría de la Cámara Steny Hoyer, el líder de la minoría de la Cámara John Boehner y el líder de la minoría del Senado Mitch McConnell.

### Regreso a CNN

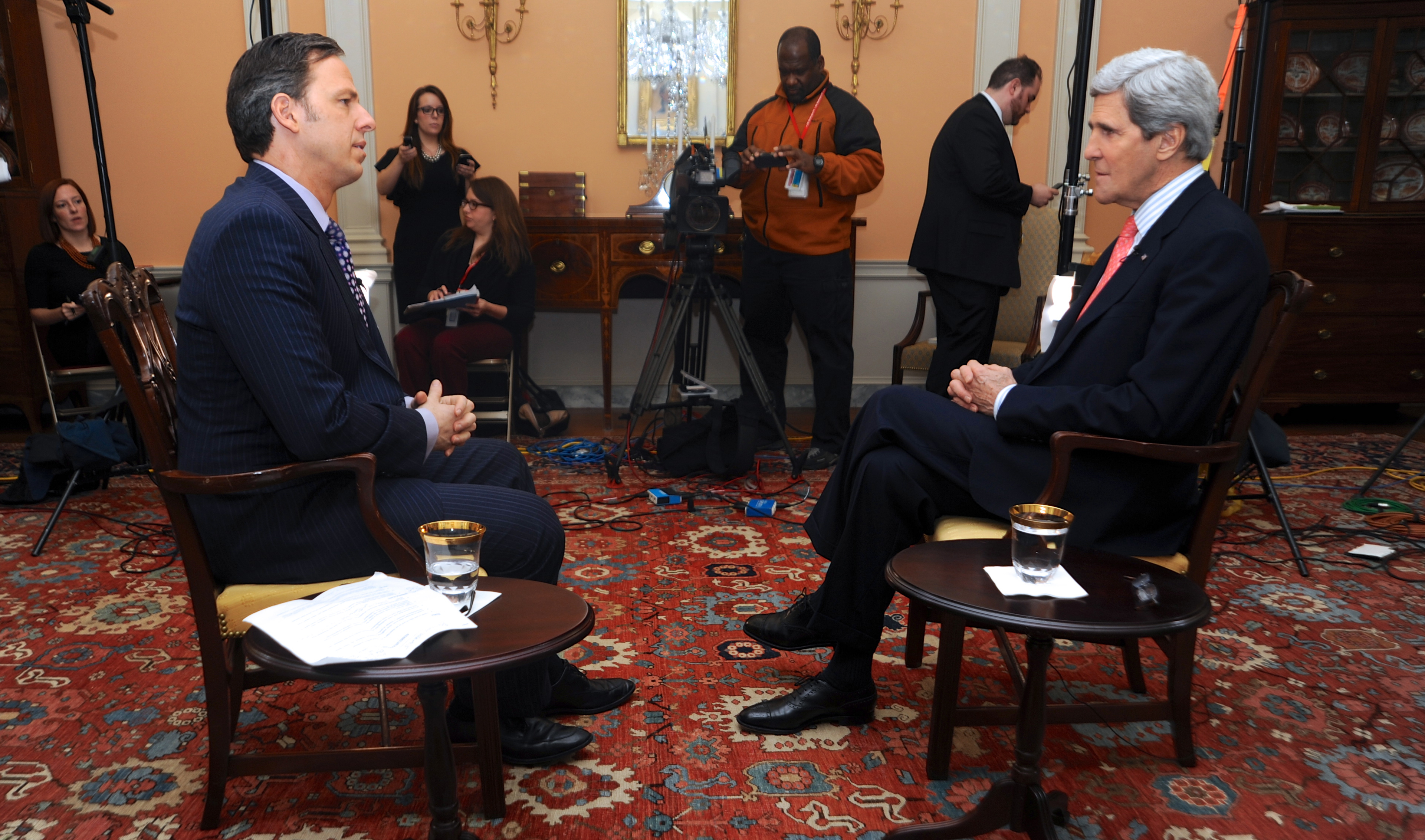
Tapper (izquierda) entrevista al secretario de Estado John Kerry en The Lead, el 5 de febrero de 2014.

El 20 de diciembre de 2012 se hizo pública la partida de Tapper a CNN, donde serviría como principal corresponsal en Washington y conduciría un nuevo espacio de lunes a viernes. Tapper comenzó su empleo en CNN en enero de 2013 con su propio programa, The Lead with Jake Tapper. En 2014 ganó tres National Headliners Awards por sus coberturas del atentado de Boston y la oleada de tornados en Oklahoma, y un Sigma Delta Chi Award por su reporte sobre fraude académico en la Universidad de Carolina del Norte en Chapel Hill.
En juno de 2015 Tapper inició la conducción del show dominical State of the Union with Jake Tapper, en que se ha destacado por confrontar fuertemente a políticos de ambos partidos: desafió a Bernie Sanders a hacer públicas sus declaraciones de impuestos; preguntó a Jeb Bush cómo pudo ser Hillary Clinton responsable del asalto al consulado estadounidense en Bengasi si su propio hermano George W. Bush no ha sido llamado responsable de los atentados del 11-S, y preguntó a Donald Trump si rechazaría el apoyo a su candidatura por parte del supremacista blanco David Duke y del Ku Klux Klan.
El 16 de septiembre de 2015 Tapper moderó dos debates de las primarias republicanas en la Biblioteca Presidencial de Ronald Reagan en Simi Valley (California). El debate principal se convirtió en el programa más visto de la historia de CNN y el segundo debate de primarias más visto de todos los tiempos, con 23.1 millones de televidentes. También moderó el debate republicano del 10 de marzo de 2016 en Miami, que tuvo una audiencia de 12 millones.

### Publicaciones
Tapper es el autor de The Outpost: An Untold Story of American Valor, un detallado reporte sobre la batalla de Kamdesh que debutó en la décima posición de la lista de bestsellers del New York Times. Por este libro la Sociedad de la Medalla de Honor del Congreso lo condecoró con el Premio "Tex" McCrary a la Excelencia en Periodismo. Tapper también ha publicado Down and Dirty: The Plot to Steal the Presidency, sobre la elección presidencial de 2000, y Body Slam: The Jesse Ventura Story.
Tapper también es historietista: su tira cómica Capitol Hell apareció en el periódico washingtoniano Roll Call entre 1994 y 2003. También ha contribuido con historietas a la revista American Spectator, a Los Angeles Times y a The Philadelphia Inquirer. En la semana del 23 de mayo de 2016 Tapper fue ilustrador invitado de la historieta Dilbert; sus dibujos originales fueron subastados en beneficio de la fundación Homes for Our Troops.

## Premios
Como corresponsal senior de la Casa Blanca para ABC News, Tapper recibió tres Merriman Smith Memorial Awards (galardones en memoria de Merriman Smith otorgados por la Asociación de Corresponsales de la Casa Blanca). El primero fue por reportar que Tom Daschle, exsenador demócrata por Dakota del Sur nominado a Secretario de Salud en 2008, había incumplido leyes tributarias a la hora de reportar sus ingresos en años previos. El segundo fue por reportar en 2010 que Obama había pedido la renuncia de su Director de Inteligencia Nacional, el almirante retirado Dennis C. Blair. La tercera fue por informar en 2011 que Standard & Poor's había rebajado la calificación AAA de la deuda del gobierno estadounidense.
En diciembre de 2010, el blog de política y entretenimiento Mediaite destacó a Tapper como el periodista de televisión más influyente de los Estados Unidos.

## Vida privada
En 2006 Tapper contrajo matrimonio con Jennifer Marie Brown en Misuri, el estado natal de ella. La pareja vive en Washington D. C. con sus dos hijos. Tapper practica la religión judía.
Tapper ha sido hincha de toda la vida de los Philadelphia Phillies, Philadelphia Eagles y Philadelphia 76ers.